# بریانسالتینی
بریانسالتینی (انگلیسی: Megaceras briansaltini) گونه‌ای از زیرخانواده سوسک‌های کرگدنی است.